# The Herald (Everett)
The Herald je deník vydávaný v Everettu, v americkém státě Washington. Jeho vlastníkem je The Washington Post Company. Jedná se o jeden z hlavních zpravodajských zdrojů pro obyvatele okresu Snohomish.

## Historie
První výtisk deníku byl vydán 11. února 1901. Částí The Washington Post Company se stal v roce 1978, předtím patřil rodině Bestů. Ve své online podobě na heraldnet.com vznikl v lednu 1997. Dlouhá léta deník vycházel odpoledne, nyní se ale do oběhu dostává již brzy zrána.

## Heraldu soudu
V březnu 1983 prohrál deník proces u odvolacího soudu státu Washington, kde se snažil zrušit obsílku, jenž povolovala soudní přezkoumání důvěrného materiálu shromážděného pro články vydané roku 1979 na téma kultovních aktivit Theodora Rinalda, který byl usvědčen ze znásilnění, zneužití a napadení. Deník The New York Times napsal, že soud rozhodl tak, že „obžalovaný může od tisku získat důvěrné materiály pokud budou informace klíčové pro případ“. Newyorský deník prohru popsal jako „velkou prohru pro veškerý tisk“. Herald se rozhodl jít s tímto rozhodnutím za nejvyšším soudem státu Washington, kde byl výsledek daleko uspokojivější. Obsílka byla nejvyšším soudem zrušena s tím, že Rinaldo neměl právo vynutit si takovou inspekci.